# Ottorino
Ottorino ist ein italienischer Vorname.

## Namensträger
- Ottorino Pietro Alberti (1927–2012), italienischer Erzbischof
- Ottorino Assolari (* 1946), italienischer Bischof
- Ottorino Bertolini (1892–1977), italienischer Mittelalterhistoriker
- Ottorino Franco Bertolini (* v. 1954), italienischer Filmproduzent und -regisseur
- Ottorino Caracciolo (1855–1880), italienischer Maler
- Ottorino Gentilucci (1910–1987), italienischer Komponist und Musikwissenschaftler
- Ottorino Mezzalama (1888–1931), Pionier des militärischen Skibergsteigens in Italien
- Ottorino Quaglierini (1915–1992), italienischer Ruderer
- Ottorino Respighi (1879–1936), italienischer Komponist
- Ottorino Sartor (1945–2021), peruanischer Fußballtorwart
- Ottorino Volonterio (1917–2003), Schweizer Automobilrennfahrer